# Orléans International 2017
Die Orléans International 2017 fanden vom 30. März bis zum 2. April 2017 in Orléans statt. Es war die sechste Austragung dieser internationalen Titelkämpfe von Frankreich im Badminton.

## Medaillengewinner
| Disziplin    | Gold                          | Silber                                           | Bronze                             |
| ------------ | ----------------------------- | ------------------------------------------------ | ---------------------------------- |
| Herreneinzel | Mark Caljouw                  | Lucas Corvée                                     | Ygor Coelho                        |
| Herreneinzel | Mark Caljouw                  | Lucas Corvée                                     | Fabian Roth                        |
| Dameneinzel  | Kirsty Gilmour                | Lee Ying Ying                                    | Sofie Holmboe Dahl                 |
| Dameneinzel  | Kirsty Gilmour                | Lee Ying Ying                                    | Evgeniya Kosetskaya                |
| Herrendoppel | Liao Min-chun Su Ching-heng   | Kenas Adi Haryanto Mohamed Reza Pahlevi Isfahani | Wahyu Nayaka Ade Yusuf             |
| Herrendoppel | Liao Min-chun Su Ching-heng   | Kenas Adi Haryanto Mohamed Reza Pahlevi Isfahani | Mathias Bay-Smidt Frederik Søgaard |
| Damendoppel  | Asumi Kugo Megumi Yokoyama    | Delphine Delrue Léa Palermo                      | Isabel Herttrich Carla Nelte       |
| Damendoppel  | Asumi Kugo Megumi Yokoyama    | Delphine Delrue Léa Palermo                      | Olga Konon Kilasu Ostermeyer       |
| Mixed        | Mark Lamsfuß Isabel Herttrich | Chang Ko-chi Chang Hsin-tien                     | Thom Gicquel Delphine Delrue       |
| Mixed        | Mark Lamsfuß Isabel Herttrich | Chang Ko-chi Chang Hsin-tien                     | Tseng Min-hao Ling Fang-hu         |